# Nycteola tawan
Nycteola tawan är en fjärilsart som beskrevs av Arnold Pagenstecher 1875. Nycteola tawan ingår i släktet Nycteola och familjen trågspinnare. Inga underarter finns listade i Catalogue of Life.